# Liste de ponts d'Arabie saoudite
Cette liste de ponts d'Arabie saoudite répertorie les ponts remarquables d'Arabie saoudite, tant par leurs caractéristiques dimensionnelles, que par leur intérêt architectural ou historique.

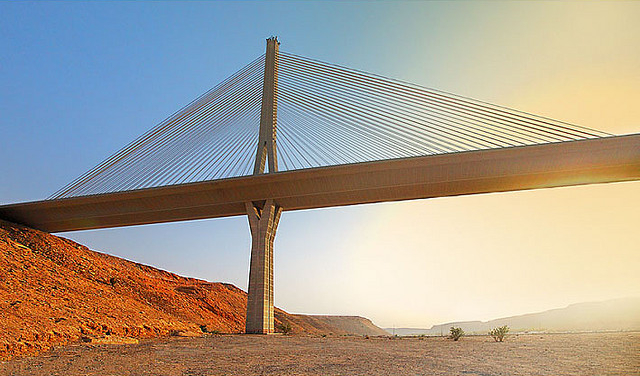
Le pont Wadi Leban.

La liste peut être triée selon les différentes entrées du tableau pour voir ainsi les ouvrages les plus récents par exemple.

## Ponts présentant un intérêt historique ou architectural
|  | Lien | Nom              | Arabe       | Distinction                                                         | Long. | Type | Voie portée Voie franchie | Date | Localisation                               | Province  | Ref. |
|  | ---- | ---------------- | ----------- | ------------------------------------------------------------------- | ----- | ---- | ------------------------- | ---- | ------------------------------------------ | --------- | ---- |
|  | 1    | Pont de Jamaraat | جسر الجمرات | Pont utilisé pendant la cérémonie de la Lapidation de Satan du Hajj |       |      | Pont piétonnier           | 2008 | La Mecque 21° 25′ 16,6″ N, 39° 52′ 21,6″ E | La Mecque |      |

## Grands ponts
Ce tableau présente les ouvrages ayant des portées supérieures à 100 mètres ou une longueur totale de plus de 3 000 mètres (liste non exhaustive).
|  | Lien | Nom                          | Arabe              | Portée | Long. | Type                                         | Voie portée Voie franchie                      | Date | Localisation                            | Province             | Ref.       |
|  | ---- | ---------------------------- | ------------------ | ------ | ----- | -------------------------------------------- | ---------------------------------------------- | ---- | --------------------------------------- | -------------------- | ---------- |
|  | 1    | Pont Wadi Leban              | جسر المعلق بالرياض | 405    | 763   | Haubané Tablier caisson béton, pylônes béton | Southern Ring Branch Road Vallée de Wadi Leban | 2000 | Riyad 24° 36′ 58,2″ N, 46° 34′ 58,9″ E  | Riyad                |            |
|  | 2    | Pont d'Obhur en construction |                    | 200    | 380   | Arc Tablier suspendu                         |                                                |      | Djeddah                                 | La Mecque            | ,          |
|  | 3    | Chaussée du roi Fahd         | جسر الملك فهد      |        | 25000 | Poutre-caisson Béton précontraint            | King Fahd Causeway - 85 Golfe Persique         | 1986 | Dammam 26° 12′ 07,5″ N, 50° 17′ 12,3″ E | Ach-Charqiya Bahreïn | [ Note 2 ] |